# Maisons du Monde
Maisons du Monde ist ein französisches Handelsunternehmen für Möbel und Einrichtungsgegenstände. Sitz des Unternehmens ist Vertou.

## Geschichte
Das Unternehmen wurde 1996 von Designer und Unternehmer Xavier Marie gegründet, in Bordeaux, Lyon, Quimper und Vichy wurden die ersten Filialen eröffnet. Zunächst lag der Fokus auf Möbel, die Gestaltungselemente aus verschiedensten Teilen der Erde aufgriffen. In folgenden Jahren expandierte das Unternehmen mit Ladengeschäften in Frankreich. Ab 2003 begann das Unternehmen sich auch international zu betätigen, in diesem Jahr wurde das erste Geschäft in Spanien eröffnet, weitere Geschäfte folgten 2004 in Belgien, 2007 in Italien, 2010 in Luxemburg, 2013 in Deutschland, 2014 in der Schweiz und 2018 im Vereinigten Königreich und in den Vereinigten Staaten eröffnet. Ende 2022 gab es über 357 Filialen in neun Ländern weltweit. Von 2018 bis 2021 gehörte die amerikanische Möbelkette Modani zum Konzern.
Seit 2006 werden die Produkte auch Online angeboten und verkauft. Seit 2007 sind Textilien, seit 2009 Mobiliar für den Außenbereich und seit 2011 Möbel und Einrichtungsgegenstände für Kinderzimmer im Angebot. Seit 2018 gibt es spezielle Angebote für Geschäftseinrichtungen. 2006 wurde ein Produktionsbetrieb in China und 2013 in Vietnam eröffnet.
2005 stiegen die Investmentunternehmen Equistone und Nixen in das Unternehmen ein. 2008 erfolgte der Einstieg von Apax Partners, LBO France und Nixen. 2013 übernahm Bain Capital das Unternehmen. Im Mai 2016 erfolgte der Börsengang des Unternehmens und im Mai 2017 reduzierte Bain seine Unternehmensanteile. Anfang 2019 hatte kein Anteilseigner über 6 % der Aktien, rund 75 % waren im Streubesitz.
In der Folgezeit änderten sich die Eigentumsverhältnisse. Der Hedgefonds Teleios Capital Partners erwarb im März 2020 über 20 % der Anteile. Heute hat das Unternehmen 21,80 % der Aktien im Besitz. Kurz darauf übernahm das Investmentunternehmen Marjorelle Investments zunächst knapp 4 % der Aktien, nach weiteren Erwerbungen 2022 hält das Unternehmen heute 20,30 % der Aktien. 8,97 % hät FMR LLC (Fidelity Investments). Die übrigen Aktien sind im Streubesitz bzw. im eigenen Besitz.
Seit 2019 wurden drei Hotels in Nantes, Marseille und La Rochelle eröffnet.

## Unternehmensführung
Chairman of the Board
- 2013–29. April 2016: Michel Plantevin (von Bain Capital Private Equity)
- 29. April 2016–10. März 2020: Ian Cheshire
- 10. März 2020–30. Juni 2021: Peter Child
- seit 30. Juni 2021:  Thierry Falque-Pierrotin

Chief Executive Officer
- 1996–15. September 2015: Xavier Marie
- 15. September 2015–1. Juli 2018: Gilles Petit
- 1. Juli 2018–15. März 2023: Julie Walbaum
- seit 15. März 2023: François-Melchior de Polignac